# Tenuipalpus guettardae
Tenuipalpus guettardae är en spindeldjursart som beskrevs av De Leon 1961. Tenuipalpus guettardae ingår i släktet Tenuipalpus och familjen Tenuipalpidae. Inga underarter finns listade i Catalogue of Life.